# Tensor de Bel-Robinson
En la relatividad general y en la geometría diferencial, el tensor de Bel-Robinson está definido en la notación de índices abstracta por:
{\displaystyle T_{abcd}=C_{aecf}C_{b}{}^{e}{}_{d}{}^{f}+{\frac {1}{4}}\epsilon _{ae}{}^{hi}\epsilon _{b}{}^{ej}{}_{k}C_{hicf}C_{j}{}^{k}{}_{d}{}^{f}}
Alternativamente,
{\displaystyle T_{abcd}=C_{aecf}C_{b}{}^{e}{}_{d}{}^{f}-{\frac {3}{2}}g_{a[b}C_{jk]cf}C^{jk}{}_{d}{}^{f}}
donde {\displaystyle C_{abcd}} es el tensor de  Weyl. Fue introducido por Lluís Bel en 1959. El tensor de Bel-Robinson se construye a partir del tensor de Weyl de forma análoga a la forma en que el tensor de energía-impulso electromagnético se construye a partir del tensor de campo electromagnético. Al igual que el tensor electromagnético de tensión-energía, el tensor de Bel-Robinson es totalmente simétrico y carece de traza:
{\displaystyle {\begin{aligned}T_{abcd}&=T_{(abcd)}\\T^{a}{}_{acd}&=0\end{aligned}}}
En la relatividad general, no existe una definición única de la energía local del campo gravitatorio. El tensor de Bel-Robinson es una posible definición de energía local, ya que se puede demostrar que siempre que el tensor de Ricci desaparece (es decir, en el vacío), el tensor de Bel-Robinson no tiene divergencia:
{\displaystyle \nabla ^{a}T_{abcd}=0}

## Propiedades
- El tensor de Bel-Robinson es completamente simétrico (es invariante respecto al intercambio de índices).
- Su traza (calculada respecto a cualquier par de índices, ya que el tensor es simétrico) es nula:

{\displaystyle T^{a}{}_{acd}=0},
- En el vacío, es decir cuando el tensor de curvatura es cero, la divergencia del tensor es cero:

{\displaystyle D^{a}T_{abcd}=0}.
- La composición temporal del tensor, es decir, la cantidad {\displaystyle T_{abcd}u^{a}u^{b}u^{c}u^{d}}, o u es la cuadrivelocidad de un observador, es positiva o nula, evocando a una densidad de energía.